# Alfredo Cappellini (pontone armato)
L'Alfredo Cappellini è stato un monitore (o pontone armato) della Regia Marina.

## Storia
Costruita nel 1915 dai cantieri Orlando di Livorno come GA 53, in origine l'unità era un semplice pontone a gru.
Nel 1916 la Regia Marina decise tuttavia di dotarsi di due monitori armati con cannoni di grosso calibro, allo scopo di appoggiare le operazioni terrestri sul fronte del Carso: alle due unità sarebbero stati dati i nomi di Faà di Bruno e Cappellini. Per la realizzazione di quest'ultimo si decise di adattare il GA 53: riportato nei cantieri di Livorno, il pontone fu sottoposto ad un sostanziale rifacimento col quale fu dotato di un apparato motore da 265 CV sistemato a prua e di due cannoni Vickers Armstrong da 381/40 Mod. 1914, in origine destinati alla mai completata corazzata Francesco Morosini della classe Francesco Caracciolo, sistemati in una torre non corazzata appositamente costruita. Completavano l'armamento quattro pezzi antiaerei da 76/40 Mod. 1916 R.M. mentre la protezione, mancando la corazzatura, era rappresentata solo da reti parasiluri trattenute allo scafo da colonnine d'acciaio.
Al comando dell'unità fu assegnato il capitano di corvetta Giuseppe Pesce, già in precedenza comandante di pontoni armati.
Una volta operativo, nel 1916, il Cappellini fu inizialmente destinato alla difesa della base di Brindisi, dove giunse con un lungo rimorchio sin da La Spezia (date infatti la bassissima velocità, la poca potenza dell'apparato motore e le pessime qualità nautiche anche per la struttura dello scafo, i due monitori erano inadatti alla navigazione in mare aperto e potevano muoversi solo a rimorchio).
Nel luglio 1917 il monitore fu trasferito a Venezia.
Nei primi giorni del mese seguente il Cappellini ed il Faà di Bruno furono trasferiti a Grado, onde poter supportare l'avanzata dell'esercito italiano sull'altopiano carsico con il tiro dei loro cannoni da 381 (che avevano una gittata fino a 25 km). Compito dei pontoni era bombardare gli scali ferroviari di Sistiana e Nabresina e gli impianti industriali di Trieste: complessivamente le due unità, insieme a due monitori inglesi (l’Earl of Petersborough ed il Sir Thomas Picton) spararono 885 proiettili da 381 e 305 mm.
Il 27 ottobre 1917, a seguito della rotta di Caporetto, i due monitori italiani vennero rimorchiati a Venezia, ma il forte vento di scirocco fece arenare il Cappellini tra Caorle e Cortellazzo. Dopo qualche giorno il pontone poté essere disincagliato e condotto a Venezia.
Si decise tuttavia, in seguito alla costituzione della Difesa Marittima di Ancona, di rafforzarla mediante l'invio di Faà di Bruno e Cappellini.
Il 15 novembre 1917, di mattina, i due monitori lasciarono Venezia trainati dai rimorchiatori Luni (per il Cappellini) e Titano (per il Faà di Bruno) e con la scorta di quattro torpediniere. Inizialmente le condizioni meteomarine apparivano buone, con mare calmo e vento molto debole; tuttavia verso le dieci di sera iniziò a soffiare un lieve vento da nordovest ed al largo di Pesaro iniziò a tirare un forte vento da est/nordest che andò montando facendo divenire il mare burrascoso. Il Cappellini andò quindi incontro a seri problemi, iniziando ad imbarcare acqua negli alloggi dell'equipaggio ed in sala macchine per via della struttura non perfettamente stagna dello scafo; nella notte tra il 15 ed il 16 novembre, nonostante le misure prese – otturazione delle maniche a vento con coperte e chiusura dei boccaporti con tendoni – l'acqua iniziò a riversarsi all'interno del pontone anche attraverso i boccaporti e la torre dei cannoni. Nonostante l'alacre lavoro alle pompe e la decisione di scaricare la cassa idraulica, il Cappellini continuò ad imbarcare più acqua di quanta non potesse essere espulsa, ed il secondo provvedimento ebbe un temporaneo effetto positivo, ma poi provocò ulteriori problemi di stabilità, mentre l'unità sprofondava oltre la linea di galleggiamento. Successivamente cedettero i boccaporti ed il Cappellini iniziò a traversarsi; il Luni, dopo aver tentato inutilmente di trascinare il monitore verso Ancona, decise di spingerlo verso la costa, lontana meno di due miglia, ma a quel punto i cavi che tenevano in posizione i due pezzi da 381 si ruppero ed i cannoni ruotarono verso sinistra, provocando la definitiva perdita dell'assetto: alle 13.15, mentre il pontone era ormai fortemente sbandato, il Luni mollò i cavi di rimorchio e fece rotta su Ancona, dopo aver buttato in acqua alcuni salvagenti. Il comandante Pesce ordinò quindi di gettare in mare il legname in coperta, poi fece radunare l'equipaggio, indossare i giubbotti di salvataggio ed abbandonare la nave: dopo che quasi tutti gli uomini a bordo si furono gettati in mare, fu calata l'unica imbarcazione, sulla quale presero posto il nostromo, quattro ufficiali e, per ultimo, il comandante Pesce. Poco dopo il Cappellini si capovolse e scivolò rapidamente sotto la superficie, tra Marzocca e Marina, al largo di Falconara. La scialuppa si capovolse in breve tempo e quasi tutti coloro che si trovavano in mare annegarono o – per la maggior parte – morirono assiderati: nella serata del 16 novembre il mare spiaggiò a Marzocca 45 cadaveri, mentre altri corpi furono gettati sul lido di Palombina.
Dell'equipaggio del pontone perirono il comandante Pesce e 68 tra ufficiali, sottufficiali e marinai, mentre solo quattro uomini (il sottocapo cannoniere Fernando Aldrovandi, il cannoniere Filippo Dagnino, il torpediniere Domenico Lorusso ed il marinaio Gennaro Trulli) riuscirono a salvarsi.
I corpi delle vittime vennero sepolti nel cimitero delle Grazie, a Senigallia.
Già un mese dopo l'affondamento, nel dicembre 1917, ebbero inizio le ricerche del relitto del monitore, dal quale si pensava di asportare, per riutilizzarli, i due cannoni da 381 mm. Nell'aprile 1918 due rimorchiatori riuscirono ad individuare i resti dell'unità ed in settembre il Cappellini venne imbragato con tre cavi d'acciaio allo scopo di riportarlo a galla, ma l'operazione dovette essere interrotta per le avverse condizioni meteomarine. Nel primo dopoguerra fu effettuato un nuovo di tentativo di recupero, ma, dopo il suo fallimento, il progetto venne abbandonato.
Il relitto del Cappellini venne ritrovato il 16 agosto 1980 su un fondale di soli 13-16 metri, a 2,3 miglia al traverso del colle di Montemarciano, in posizione capovolta ed in gran parte insabbiato. Il ritrovamento fu effettuato da Enrico Scandurra, noto sub del Lido di Roma, condotto sul posto (segnalato dai pescatori locali) con il gozzo "Mobula"  (entrobordo e vela al terzo) di proprietà di Alessandro Marconi. Attualmente il gozzo completamente restaurato è di proprietà di Leonardo Pellegrini e naviga a vela tra Falconara e Marzocca..
Nell'estate 2007 la ditta «MICOPERI» ha effettuato per conto della Marina Militare italiana un nuovo tentativo di recupero del Cappellini, allo scopo di restaurarlo e musealizzarlo, ma i lavori, sebbene giunti a buon punto, sono stati interrotti, causa altri impegni della società, prima del recupero dell'unità.